# Tram van Bremerhaven
De tram van Bremerhaven bediende de aan de monding van de Wezer gelegen steden Bremerhaven en Geestland. De tram-exploitatie begon in 1881 als normaalsporige paardentram, die tegen 1908 werd geëlektrificeerd. In 1982 verving de Verkehrsgesellschaft Bremerhaven AG de laatste tramlijn door autobussen. Sinds 1975 reden er in de avonduren geen trams meer en een jaar later ook niet meer in het weekeinde. In de laatste jaren reed de enig overgebleven tramlijn 2 daardoor nog slechts op werkdagen overdag. Op de andere momenten werd de verbinding bediend door buslijn 1.

## Oorsprong

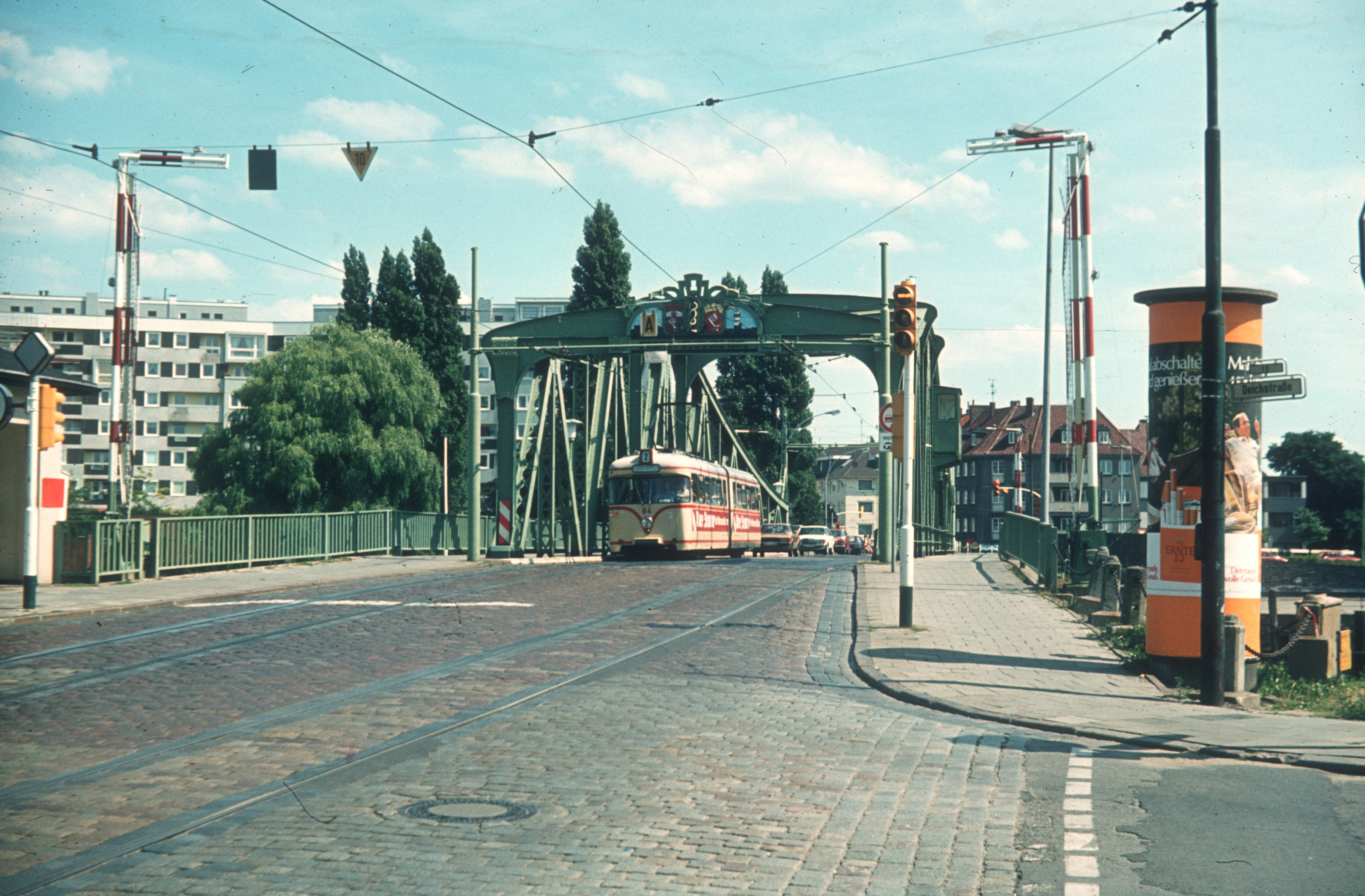
Hoofdlijn 2 ter hoogte van de Alten Geestebrücke (1982)

De Bremer ondernemer Heinrich Alfes vroeg in 1879 een concessie aan voor een paardentram tussen Lehe en Geestemünde. Samen met de Bremer advocaat Dr. Wilkens en de bankier Loose stichtten ze daar de Bremerhavener Straßenbahn Actiengesellschaft met een startkapitaal van 450.000 Mark. Op zondag 26 juni 1881 reed de paardentram voor het eerst op het traject station Geestemünde - Wurster Straße. De tram van Bremerhaven beschikte op dat ogenblik over 14 voertuigen, 50 paarden en 30 werknemers.
Al tijdens het eerste jaar werden 846.944 reizigers vervoerd. Haltes waren er op dat ogenblik nog niet. De paardentram stopte gewoon op vraag van de reiziger. In het begin reden de trams op een enkelsporig traject en het kruisen gebeurde op wisselplaatsen. De tram van Bremerhaven groeide snel met het gevolg dat het bedrijf al vlug meer dan 120 paarden op stal had in de Wurster Straße en 50 paarden op de grens met Wulsdorf. De tram reed in 1891 richting Wulsdorf, waarna zij via de Georgstraße tot aan de Schweizerhalle verlengd werd.
In 1892 maakten al 1 303 478 reizigers gebruik van de tram van Bremerhaven. In 1896 kwam ook de lijn naar Speckenbüttel in dienst en het net werd geleidelijk op dubbelspoor gebracht.

### Elektrificatie

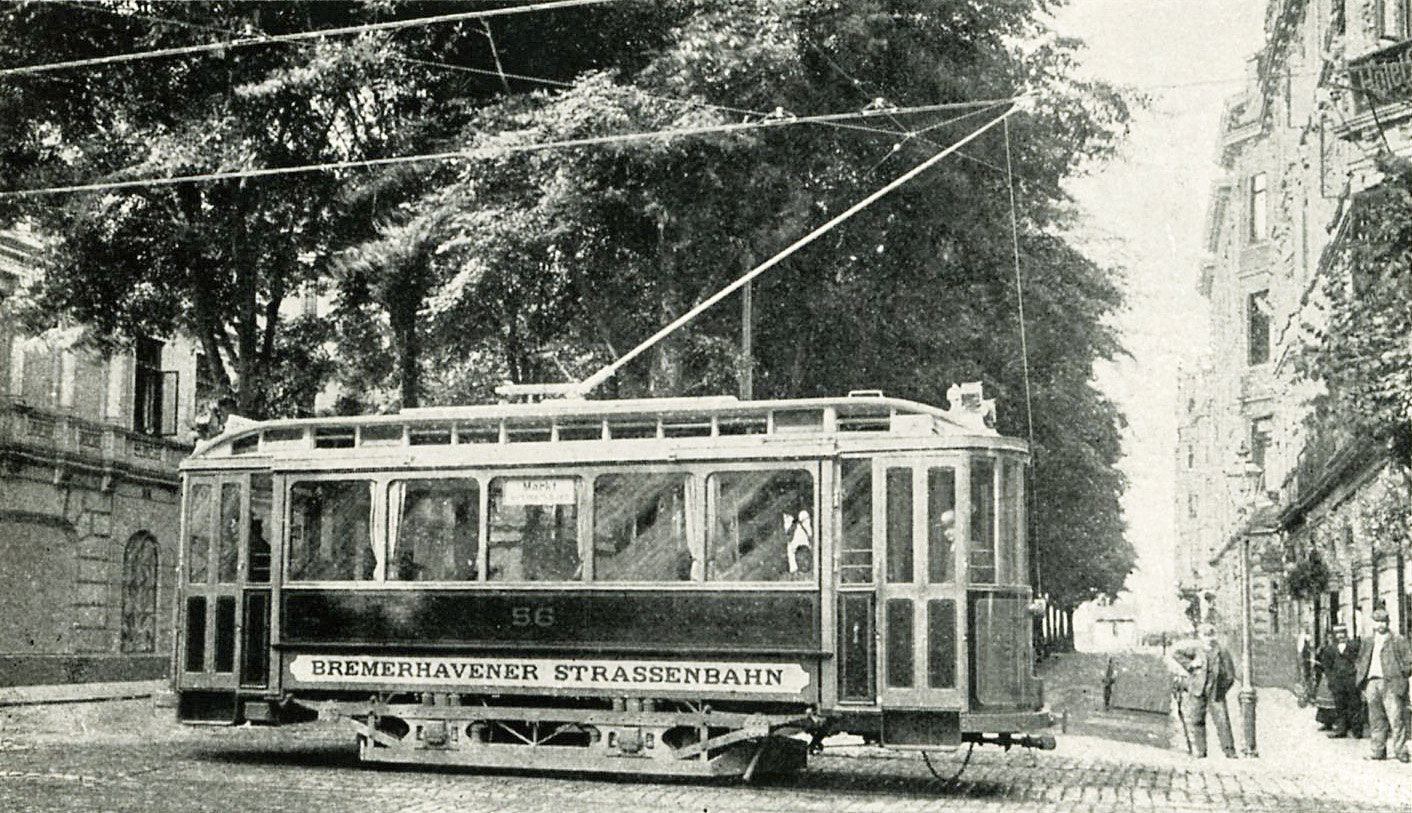
Tram-motorwagen 56 in 1910

In 1898 reed een accutram van Karlsburg via de Kaiserstraße naar de halte Rothersand, in 1899 verlengd tot Lloydhalle. Tien jaar later, op 11 augustus 1908 werd de tramstelplaats Wulsdorf in dienst genomen en op 28 augustus 1908 verscheen de elektrische tram in het centrum van de stad. De lijnen die met de nummers 1 tot 5 werden aangeduid, reikten op dat ogenblik tot Speckenbüttel, Wulsdorf en de vissershaven (Fischereihafen). Op 2 september 1911 volgde de verlenging tot het aan de Weserstraße gelegen station van de Niederweserbahn.

### Verdere ontwikkeling
In 1920 gingen de gemeenteraden van Bremerhaven, Geestemünde en Lehe akkoord met de aankoop van de helft van het kapitaal van de  Bremerhavener Straßenbahn AG. Op 3 juni 1925 reed de eerste officiële bus op de lijn Hauptbahnhof - Schiffdorf. Een maand later startte de Reichspost met een autobuslijn tussen Dedesdorf en Wulsdorf. Deze lijn werd later verlengd tot aan het Hauptbahnhof.
In 1924 gingen de steden Lehe en Geestemünde samen op in de nieuwe stad Wesermünde en in 1926 werd het  vervoerbedrijf hernoemd tot Straßenbahn Bremerhaven-Wesermünde AG. Het honderdjarig bestaan van Bremerhaven in 1927 leidde tot enkele wijzigingen aan het stadsvervoer: de tramlijnen werden voorbij het station van Langen tot Friedrichsruh verlengd. Het tramnet bereikte hierdoor een totale spoorlengte van 39,14 kilometer. Ondertussen verschenen in het straatbeeld van Wesermünde twaalf autobussen. Een buslijn reikte op dat ogenblik tot Weddewarden. Op 17 augustus 1929 startte het trambedrijf met een permanente buslijn naar Spaden en tussen maart 1931 en 1933 met een gemotoriseerde veerdienst tussen Kanalbrücke en Fischereihafen.
In 1939 werd Bremerhaven ingelijfd bij Wesermünde met het gevolg dat de naam van het trambedrijf wijzigde in Straßenbahn Wesermünde Aktiengesellschaft. Nadat Wesermünde in 1947 hernoemd werd tot Bremerhaven volgde een nieuwe naamwisseling in  BremerhavenBus | Verkehrsgesellschaft Bremerhaven AG.

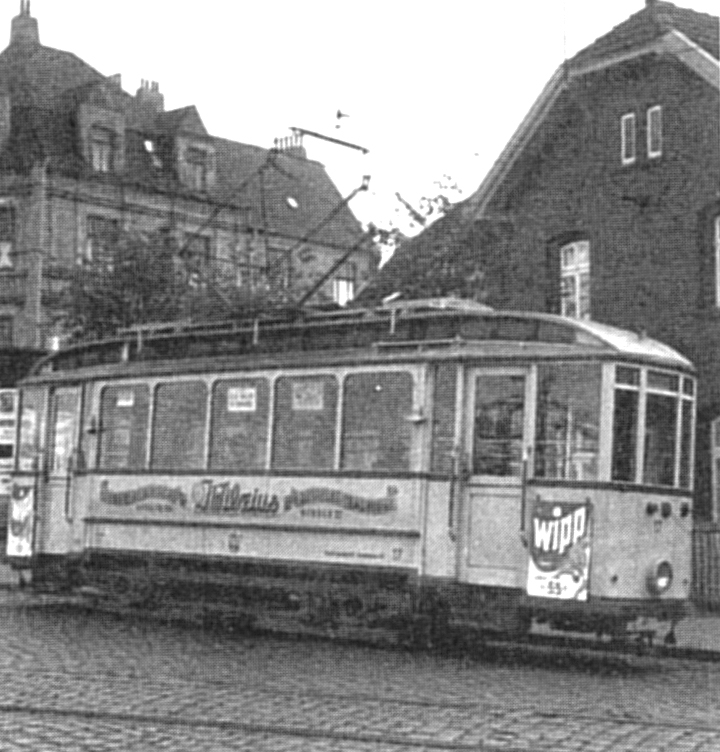
Lijn 4, de „Fischbahn“ (vislijn)

Het tramnet telde in 1960 twee lijnen:
- 2: Stadsgrens Langen - Lehe - Ernst-Reuter-Platz - stadscentrum - station (Hauptbahnhof)
- 3: Station Lehe - Rotersand - stadscentrum - Weserlust - tramstelplaats Wulsdorf

Lijn 4 reed tussen Weserlust (en 's namiddags vanaf het station) naar Halle IX in de visserijhaven. Deze lijn werd al op 31 augustus 1959 opgeheven. Dit stadsdeel werd vanaf 1 september 1959 enkel nog door autobussen bediend. De zuidelijke as van lijn 3 naar Wulsdorf viel in 1960 ten offer aan de ombouw van de helling aan de Fischereihafen. Vier jaar later verdween lijn 3 ook op het overblijvende gedeelte tussen het station van Bremen en dat van Lehe. Op dezelfde dag (31 oktober 1964) voer ook het havenveer in Kaiserhafen voor de laatste keer uit.

### Opheffing

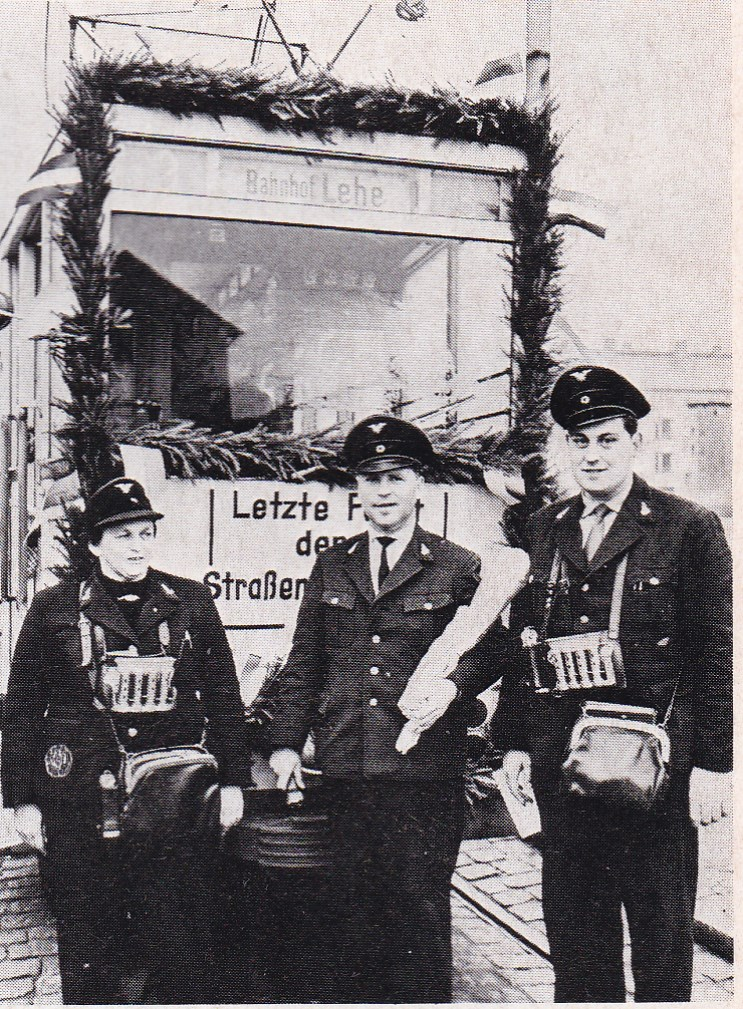
Laatste rit van lijn 3 naar Lehe

In 1978 werden de conducteur afgeschaft en omdat het in Duitsland niet meer was toegestaan om met trams zonder automatische deuren in eenmansdienst in de passagiersdienst te rijden kwam een deel van het materieelpark daardoor buiten dienst te staan. Hierdoor waren er nog maar 8 tramstellen beschikbaar en moesten regelmatig gelede bussen worden ingezet op diensten van trams.
Op 30 juli 1982 kwam er met de opheffing van lijn 2 tussen Hauptbahnhof en de stadsgrens Langen een einde aan 75 jaar trambediening van Bremerhaven. Sindsdien wordt het openbaar vervoer er nog uitsluitend door bussen verzorgd. In 1975 telde de tram, die toen nog dagelijks en tot laat in de avond dienst deed, jaarlijks nog circa 25 miljoen reizigers. Tegen het einde was het aantal nagenoeg gehalveerd tot nog 13 miljoen.
Het vervoerbedrijf ging verder onder de naam Verkehrsgesellschaft Bremerhaven AG (VGB) en sinds 2001 als BremerhavenBus.

### Voertuigen
Er hebben in Bremerhaven veel diverse trams gereden.
De op het ogenblik van de opheffing nieuwste trams waren de in 1968 gebouwde, kortgelede Hansa-motor en bijwagens gelijk aan die van het trambedrijf van Bremen. Al bij de aanschaf was met Bremen afgesproken dat dit bedrijf in geval van opheffing de trams zou overnemen. Er waren vijf motortrams (nummers 80 tot 84) en vijf bijhorende bijwagens (nummers 218 tot 222). Deze trams verhuisden volgens afspraak in 1982 naar Bremen en kwamen daar onder de wagennummer 475-479 (motorwagens) en 644-648 (bijwagens) indienst. Tussen 1995 en 1998 verhuisden ze naar het tramnet van Timișoara in Roemenië. De vijf motortrams alsook drie bijwagens worden er nog steeds ingezet. Daarnaast waren er nog 3 Großraumwagens afkomstig van het opgeheven trambedrijf van Offenbach.
Van de andere bij de opheffing van het trambedrijf nog aanwezige voertuigen verhuisden enkele naar het trammuseum van Hannover in Wehmingen. De vereniging Verein Bewahrung der historischen Werte Bremerhavens e.V. kocht er in 2010 twee trams met de nummers 71 (bouwjaar 1950, kwam in 1955 van Opladen naar Bremerhaven) en 79 (bouwjaar 1957, kwam in 1967 van Offenbach naar Bremerhaven). In afwachting van verdere plannen zijn deze trams voorlopig gestald in het station Heinschenwalde. In 2012 volgde nog de bijwagen nummer 216 uit Offenbach.
Met de motorwagen nummer 7 (Nordwaggon, 1908) is nog een twee-assige motorwagen in Bremerhaven achtergebleven. Na de opheffing van het trambedrijf was het voertuig te zien in het toenmalige museum van de Stadtwerke; tussen 2007 en 2014 verhuisde het voertuig naar de tentoonstelling Modellstadt Bremerhaven. Na een kortstondig verblijf in de busstelplaats van het vervoerbedrijf van Bremerhaven, bevindt de tram zich sinds oktober 2015 in de hal van de rommelmarkt Rotersand.

## Toekomst
In 1998 legde de Verkehrsclub Deutschland (VCD) een concept op tafel tot herinvoering van de tram op de hoofdassen. In de periode 2000/2002 bracht het studiebureau TransTec uit Hannover een positief advies uit over deze plannen. Omwille van de kosten werd het project echter niet gerealiseerd.
Sinds eind 2012 wordt er opnieuw gediscussieerd over de herinvoering van de tram. De VCD creëerde hiertoe een specifieke website waar onder meer het voorgestelde traject toegelicht wordt.